# Barriol (quartier d'Arles)
Pour les articles homonymes, voir Barriol.
Le quartier d'Arles appelé Barriol se trouve au sud-ouest de la cité, au sud de la Roquette. Le nom de ce quartier provient probablement d’Antoine Barriol, patron de barque et plus tard négociant, qui habitait près de la porte de la Roquette au XVIIIe siècle.
C'est un quartier résidentiel voué essentiellement à l’habitat collectif. Sur le plan économique le quartier de Barriol abrite le siège de la Chambre de Commerce et d’Industrie ainsi que le Palais des Congrès et depuis 1995, le Musée de l'Arles et de la Provence antiques. Séparé du centre ville par la voie rapide Marseille-Nîmes (RN113), ce quartier est peu intégré à l'agglomération urbaine. En 1999, sa population, avec celle des quartiers voisins des Semestres et du Plan-du-Bourg, approche les 7 000 habitants.

## Géographie

### Localisation
Le quartier de Barriol se situe au sud-ouest de l’agglomération, entre Rhône, canal de Port-de-Bouc[Quoi ?] et route de Port-Saint-Louis.

### Hydrographie
Le quartier est bordé, à l'ouest, par le Rhône, ainsi que par le Canal de navigation d'Arles à Bouc, au nord et à l'est. Ce canal se jette dans le Rhône, au pied du Musée Arles Antique, ou une écluse a été aménagée.

## Historique

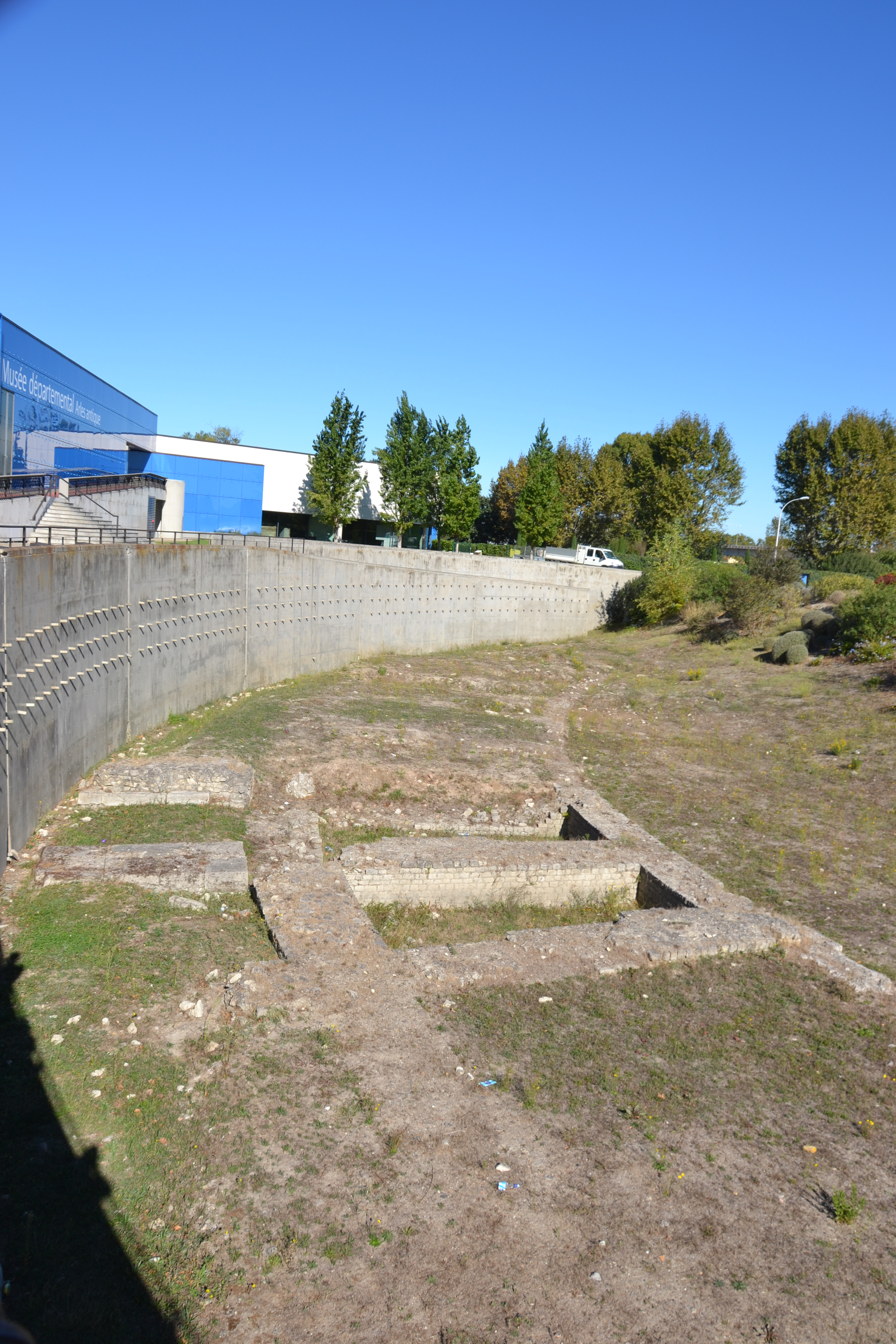
ruines des fondations du cirque d'Arles

Dès l’antiquité, le quartier est aménagé par les Romains qui y installent le cirque. Au Haut Moyen Âge, le quartier retourne à l’abandon. Ce n’est qu’au début du XIXe siècle que le creusement du canal Arles-Port-de-Bouc modifie la topographie du lieu. Le site reçoit ensuite des activités industrielles : Henri Satre y crée en 1882 les chantiers navals qui se maintiennent encore aujourd'hui (coopérative ouvrière réalisant la maintenance des bateaux et barges circulant sur le Rhône).

L’urbanisation du quartier est réalisée dans les années 1970 par la création d’une Zone à urbaniser en priorité. Il prend alors sa physionomie actuelle de quartier résidentiel voué à l’habitat collectif. En 2015, le Barriol est classé quartier prioritaire, avec 4 102 habitants en 2018 et un taux de pauvreté de 55 %.

## Administrations municipales

### Liste des élus de quartier
Les habitants du quartiers de Barriol sont représentés, auprès des services de la mairie d'Arles, par un conseil de quartier.
| Période  | Période | Identité         | Étiquette | Qualité |
| -------- | ------- | ---------------- | --------- | ------- |
|          |         |                  |           |         |
| en cours |         | Serge Meyssonier |           |         |

### Services publics
Un bureau de poste, un centre médical, un centre commercial et sociale, une pharmacie est installé dans le quartier, ainsi qu'une antenne de la Chambre de commerce et d'industrie du pays d'Arles.

## Population et société

### Démographie
| 1999  | 2006 | 2009 | - | - | - | - | - | - | - |
| ----- | ---- | ---- | - | - | - | - | - | - | - |
| 7 000 | -    | -    | - | - | - | - | - | - | - |

### Enseignement
Les écoles du quartier font partie de l'académie d'Aix-Marseille. Les élèves du quartier disposent de plusieurs établissements scolaires :
- École maternelle « Les Cantarelles »;
- École maternelle « Les Bartavelles », qui accueille 119 élèves[8] ;
- École élémentaire Paul Langevin, qui accueille 182 élèves[9] ;
- École élémentaire Henri Wallon, qui accueille 221 élèves[10]

### Santé

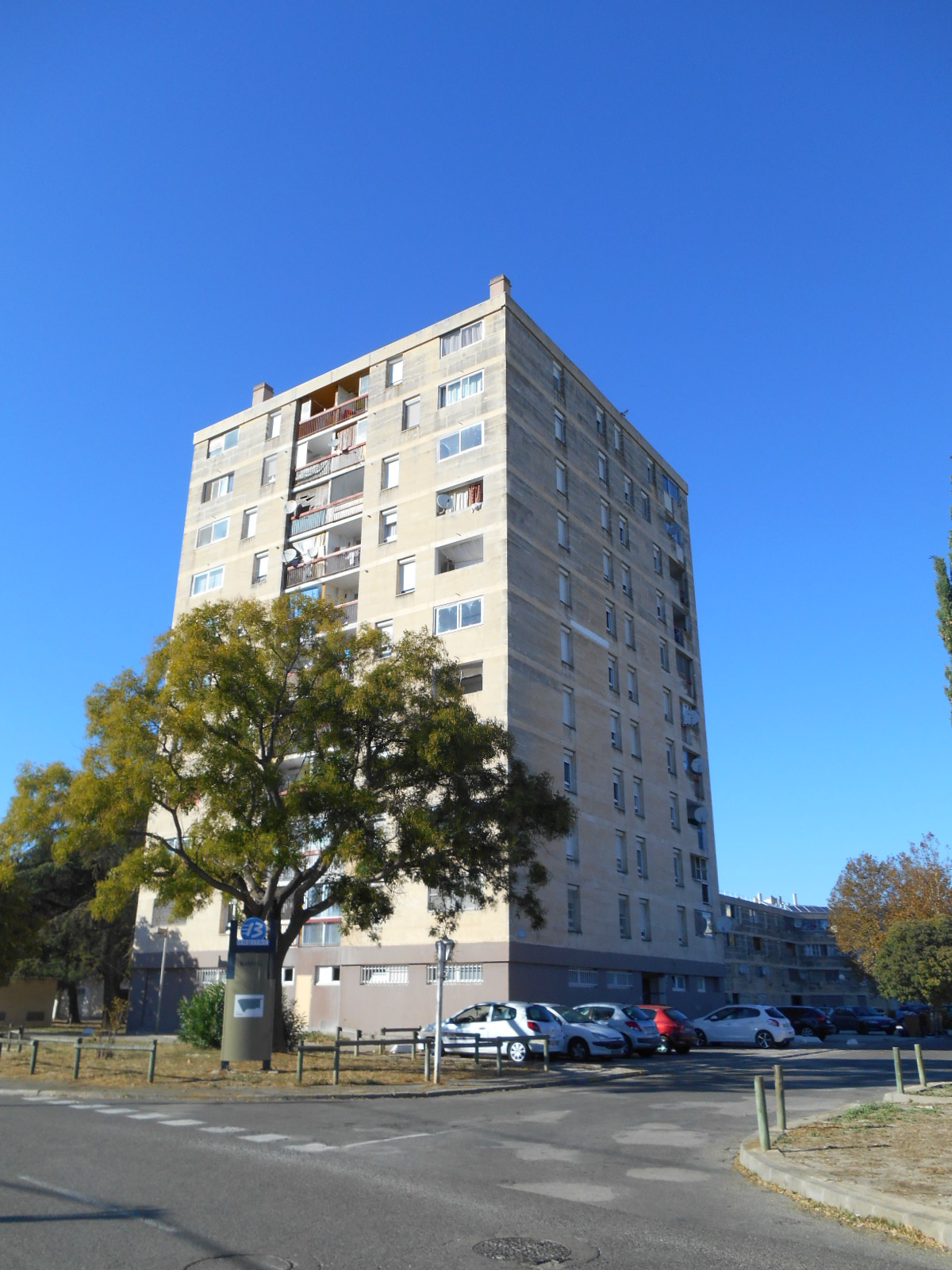
Immeuble HLM du quartier.

Un centre médical et un centre kinésithérapeutique est présent dans le centre du quartier 

### Sports
Le quartier de Barriol accueille le « la plaine de sports Louis Brun ». Cet espace, inauguré en 2011, s'étend sur 30 000 m². Il comprend 2 terrains de football en gazon, 2 terrains de football en synthétique, tous homologués par la Fédération française de football. Ces terrains sont, notamment, utilisés par ACA, pour la formation des sections « jeunesse ».

## Économie

### Entreprises et commerces
L'économie du quartier est lié à l'économie de la commune d'Arles, par la présence de la chambre de commerce et d'industrie du Pays d'Arles, à l'entrée du quartier. Une zone industrielle est implantée au nord est du quartier, le long du canal de navigation  Arles-Port-de-Bouc. À l'opposé, sur les bords du Rhône, sont installés les Chantiers navals de Barriol, créés en 1882, et repris en SCOP, en 1981.
Les habitants du quartier ont également un centre commercial, composé de commerces de proximité, pour les courses du quotidien, comprenant boulangerie, supérette, pharmacie, bureau de poste, ainsi qu'un centre médical notamment.

## Culture locale et patrimoine

### Barriol dans la littérature
Le nom de Barriol s'est rencontré sous la plume de nombreux poètes liés à Arles.

### Monuments et patrimoine
Les principaux éléments remarquables sont les vestiges du cirque romain, le musée départemental Arles antique et Hortus, jardin d'inspiration romaine.